# Alcimus nigrescens
Alcimus nigrescens là một loài ruồi trong họ Asilidae. Alcimus nigrescens được Ricardo miêu tả năm 1922. Loài này phân bố ở vùng nhiệt đới châu Phi.